# Бетатронное излучение плазмы
Бетатро́нное излучение плазмы — электромагнитное излучение, производимое плазмой, находящейся в магнитном поле. Электроны в магнитном поле совершают вращательное движение в плоскости, перпендикулярной магнитному полю. Наличие центростремительного ускорения приводит к появлению электромагнитного излучения. Спектр бетатронного излучения плазмы дискретный. Основная частота соответствует частоте движения электрона по ларморовской орбите. Кроме основной частоты, спектр содержит кратные ей частоты. Длина волны для основной частоты даётся формулой:
{\displaystyle \lambda ={\frac {2\pi {m}_{e}{c}^{2}}{eH}}}
При электронной температуре выше {\displaystyle {10}^{8}} в бетатронном излучении растёт доля высших гармоник, которым соответствует коротковолновое излучение. Вследствие этого явления бетатронное излучение может препятствовать созданию высокотепературной плазмы.

## Примечание
1. ↑  Элементарная физика плазмы, 1969, с. 88.
2. ↑  Элементарная физика плазмы, 1969, с. 89.